# Bill Kroyer

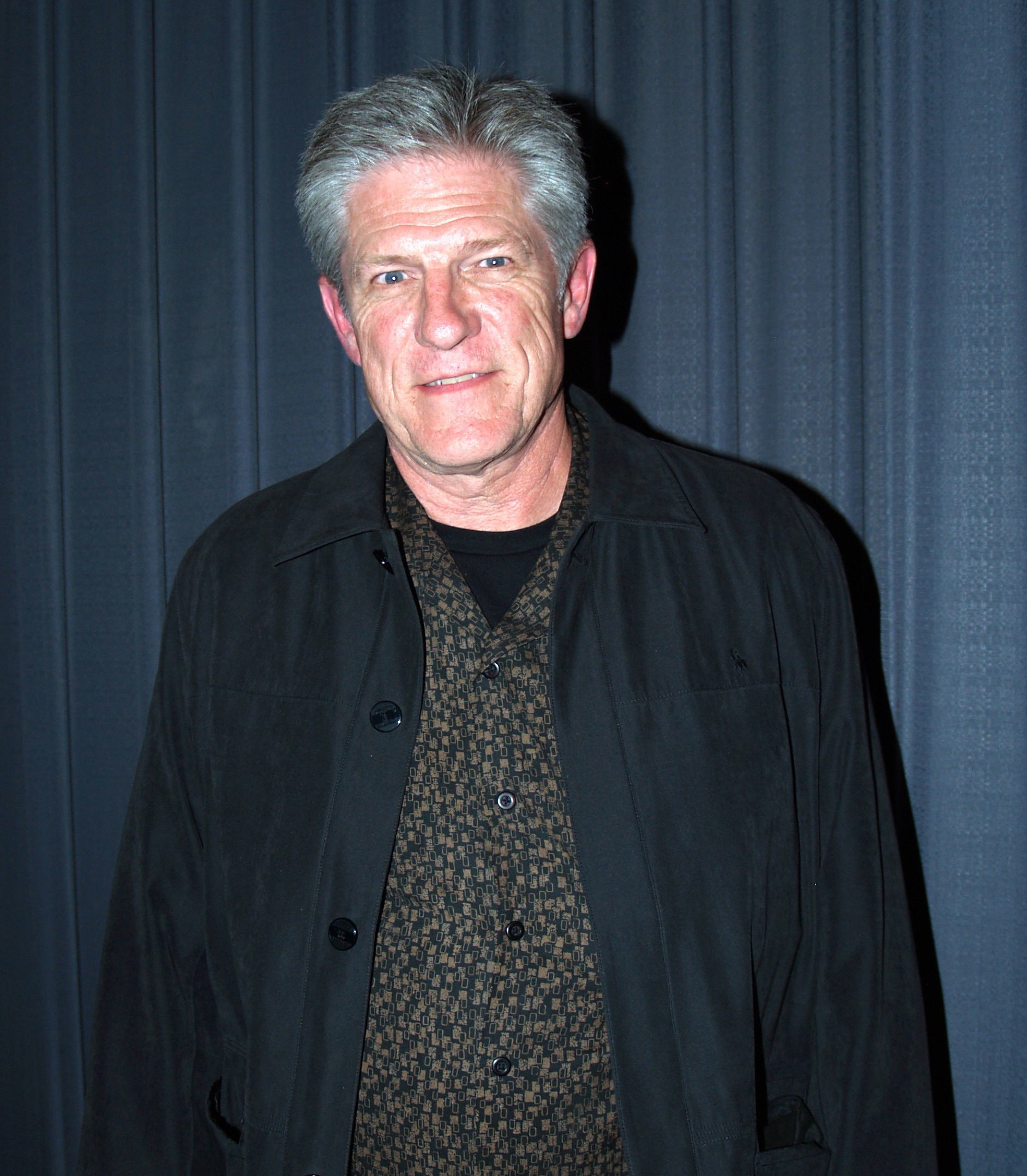
Bill Kroyer 2013

William „Bill“ Kroyer (* 25. November 1950 in Chicago) ist ein US-amerikanischer Animator.

## Leben
Kroyer studierte ab Ende der 1960er-Jahre an der Medill School of Journalism der Northwestern University Journalismus. Bereits während seiner Studienzeit schuf er zahlreiche Cartoons für die Universitätszeitung und drehte als Teil eines Kurses, der sich mit Werbung befasste, seinen ersten Film. Er beendete sein Studium 1972 und widmete sich anschließend weiteren Filmen. Chuck Jones riet ihm, als Animator tätig zu werden. Kroyer ging 1975 nach Los Angeles, wo er zunächst als Phasenzeichner einer Werbefirma arbeitete. Er bewarb sich 1976 bei den Walt Disney Studios und wurde schließlich in das Ausbildungs-Programm von Disney aufgenommen, wo er zwei Jahre lang unter Eric Larson lernte. Zu seinen Kommilitonen gehörten unter anderem Brad Bird und John Musker.
Nach Ende seiner Ausbildungszeit wurde Kroyer 1977 bei den Disney Studios als Animator eingestellt. Zu Filmen, an denen Kroyer in der Zeit beteiligt war, gehören Der Esel von Bethlehem und Cap und Capper. Kroyer verließ Disney und arbeitete mit Steven Lisberger zunächst an Die Dschungelolympiade. Sein erstes großes Projekt wurde schließlich der computeranimierte Film Tron, bei dem Kroyer als Leitender Animator fungierte, und der von Disney produziert wurde. Tron erschien 1982. Kroyer widmete sich ab dieser Zeit verstärkt der Computeranimation und verließ Disney endgültig. Nach zwei Jahren als freiberuflicher Animator kam Kroyer zum Animationsstudio Digital Productions, das auf Computeranimation spezialisiert war. Hier schuf er unter anderem das Video zu Mick Jaggers Hard Woman. Für einen Werbespot für LBS gewann Croyer einen Clio Award.
Im Jahr 1986 gründete Kroyer sein eigenes Animationsstudio Kroyer Films. Ziel war es, Computeranimation mit traditioneller Animation zu verbinden. Das erste so entstandene Werk wurde 1988 Technological Threat, das er zusammen mit Brian Jennings schrieb. Der Film wurde 1989 für einen Oscar als Bester animierter Kurzfilm nominiert. Es folgten zahlreiche Werbefilme, aber auch Arbeiten für Spielfilme wie Liebling, ich habe die Kinder geschrumpft und The Making of Me. Von 1990 bis 1992 arbeitete Kroyer mit einem großen Team am Langanimationsfilm FernGully – Christa und Zaks Abenteuer im Regenwald, der rund 22 Millionen Dollar kostete. Im Jahr 1994 gab Kroyer seine eigene Produktionsfirma auf und ging zu Warner Bros. Feature Animation, wo er bis 1996 arbeitete. Ab 1997 war Kroyer Animator bei den Rythythm & Hues Studios, wo er unter anderem an Filmen wie Cats & Dogs – Wie Hund und Katz und Scooby-Doo beteiligt war. Seit 2009 ist er Leiter der Animationsabteilung des Dodge College of Film and Media Arts der Chapman University in Orange. Kroyer sitzt im Aufsichtsrat der Academy of Motion Picture Arts and Sciences.

## Filmografie (Auswahl)
- 1980: Die Dschungelolympiade (Animalympics)
- 1980: Foods and Fun: A Nutrition Adventure
- 1981: Cap und Capper (The Fox and the Hound)
- 1982: Tron
- 1983–1984: Automan (TV-Serie, 13 Folgen)
- 1985: Starchaser: The Legend of Orin
- 1988: Technological Threat
- 1989: Hilfe, es weihnachtet sehr (Christmas Vacation)
- 1989: The Making of Me
- 1990: Computer Warriors
- 1990: Jetsons – Der Film (Jetsons: The Movie)
- 1992: FernGully – Christa und Zaks Abenteuer im Regenwald (FernGully: The Last Rainforest)
- 1996: The Lion and the Lamb
- 1999: Entropy
- 1999: The Green Mile
- 2000: Die Flintstones in Viva Rock Vegas (The Flintstones in Viva Rock Vegas)
- 2000: Chain of Fools
- 2000: Rugrats in Paris – Der Film (Rugrats in Paris: The Movie)
- 2001: Cats & Dogs – Wie Hund und Katz (Cats & Dogs)
- 2002: Scooby-Doo
- 2004: Garfield – Der Film (Garfield)
- 2005: Die Chroniken von Narnia: Der König von Narnia (The Chronicles of Narnia: The Lion, the Witch and the Wardrobe)
- 2008: Click and Clack’s As the Wrench Turns (TV-Serie, eine Folge)
- 2012: Cupid

## Auszeichnungen
- 1988: OIAF Award, Ottawa International Animation Festival, für Technological Threat
- 1989: Oscar-Nominierung, Bester animierter Kurzfilm, für Technological Threat
- 1993: Spezialpreis der Jury, Fantafestival, für FernGully – Christa und Zaks Abenteuer im Regenwald